# Crépand
Crépand est une commune française située dans le département de la Côte-d'Or, en région Bourgogne-Franche-Comté.
Ses habitants se nomment les Crépandais et les Crépandaises.

## Géographie
C'est un village-rue de plus d'un kilomètre.

### Climat
Pour des articles plus généraux, voir Climat de la Bourgogne-Franche-Comté et Climat de la Côte-d'Or.
En 2010, le climat de la commune est de type climat des marges montargnardes, selon une étude du Centre national de la recherche scientifique s'appuyant sur une série de données couvrant la période 1971-2000. En 2020, Météo-France publie une typologie des climats de la France métropolitaine dans laquelle la commune est exposée à un climat océanique altéré et est dans la région climatique  Lorraine, plateau de Langres, Morvan, caractérisée par un hiver rude (1,5 °C), des vents modérés et des brouillards fréquents en automne et hiver. 
Pour la période 1971-2000, la température annuelle moyenne est de 10,3 °C, avec une amplitude thermique annuelle de 15,7 °C. Le cumul annuel moyen de précipitations est de 830 mm, avec 12,9 jours de précipitations en janvier et 8,4 jours en juillet. Pour la période 1991-2020, la température moyenne annuelle observée sur la station météorologique de Météo-France la plus proche, « Montbard_sapc », sur la commune de Montbard à 2 km à vol d'oiseau, est de 11,4 °C et le cumul annuel moyen de précipitations est de 853,5 mm,. Pour l'avenir, les paramètres climatiques de la commune estimés pour 2050 selon différents scénarios d'émission de gaz à effet de serre sont consultables sur un site dédié publié par Météo-France en novembre 2022.

## Urbanisme

### Typologie
Au 1er janvier 2024, Crépand est catégorisée commune rurale à habitat dispersé, selon la nouvelle grille communale de densité à 7 niveaux définie par l'Insee en 2022.
Elle appartient à l'unité urbaine de Montbard, une agglomération intra-départementale dont elle est une commune de la banlieue,. Par ailleurs la commune fait partie de l'aire d'attraction de Montbard, dont elle est une commune de la couronne,. Cette aire, qui regroupe 34 communes, est catégorisée dans les aires de moins de 50 000 habitants,.

### Occupation des sols
L'occupation des sols de la commune, telle qu'elle ressort de la base de données européenne d’occupation biophysique des sols Corine Land Cover (CLC), est marquée par l'importance des territoires agricoles (66,1 % en 2018), en diminution par rapport à 1990 (74,5 %). La répartition détaillée en 2018 est la suivante : 
terres arables (46,5 %), forêts (24,7 %), prairies (19,5 %), zones urbanisées (5,8 %), zones industrielles ou commerciales et réseaux de communication (3,5 %). L'évolution de l’occupation des sols de la commune et de ses infrastructures peut être observée sur les différentes représentations cartographiques du territoire : la carte de Cassini (XVIIIe siècle), la carte d'état-major (1820-1866) et les cartes ou photos aériennes de l'IGN pour la période actuelle (1950 à aujourd'hui).

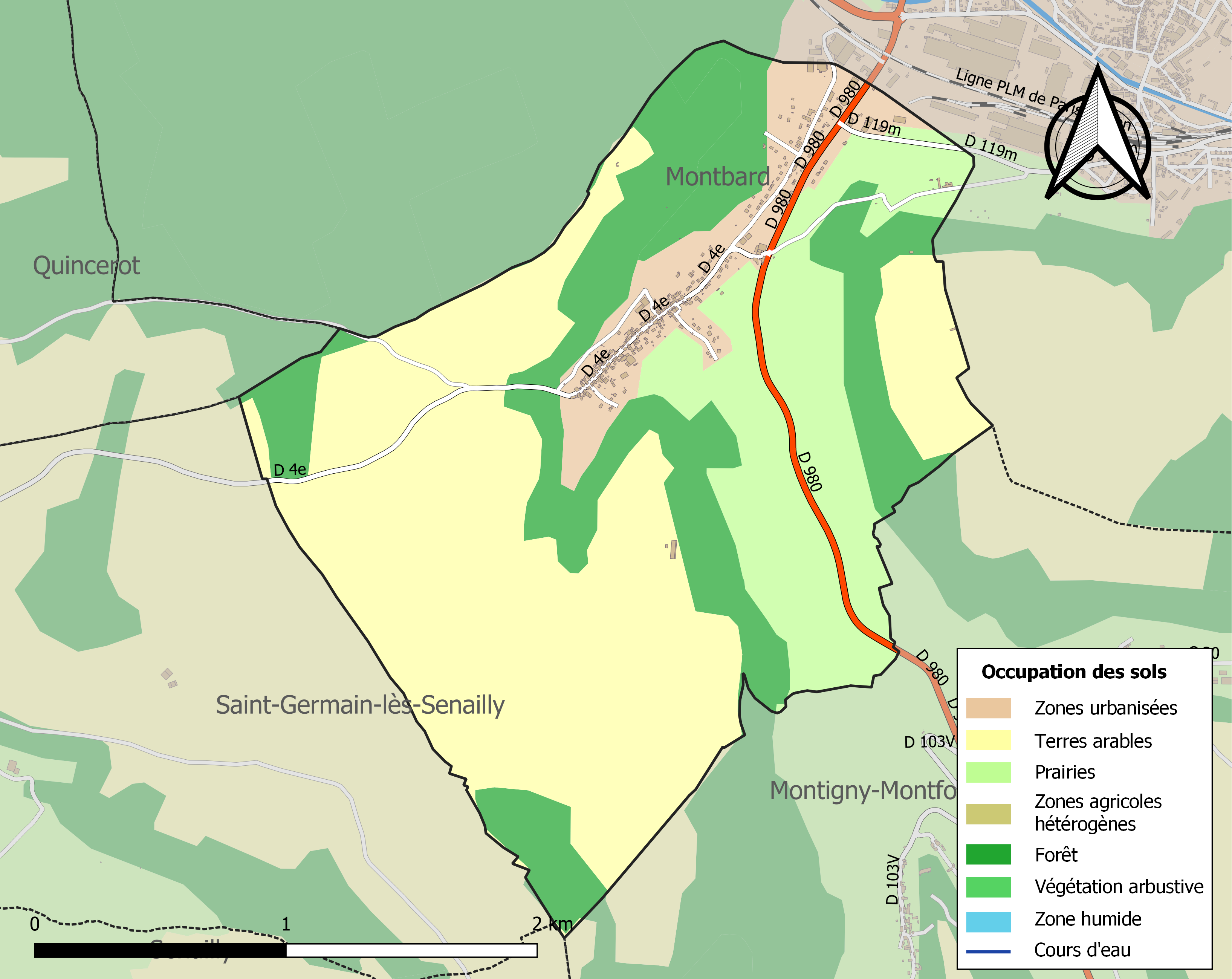
Carte des infrastructures et de l'occupation des sols de la commune en 2018 (CLC).

## Histoire
Au XIXe siècle, on y cultive du chanvre et on travaille sur les routoirs à proximité de la source des Neurais.
Le 8 janvier 1871, bataille de Crépand entre les Français conduits par Ricciotti Garibaldi et les Prussiens : 3 morts français.

## Politique et administration
| Période                                  | Période   | Identité        | Étiquette            | Qualité |
| ---------------------------------------- | --------- | --------------- | -------------------- | ------- |
| août 2014                                | En cours  | Mehdi Arton     |                      |         |
| mars 1989                                | août 2014 | Bruno Diano     | FG Gauche écologique |         |
| 1984                                     | mars 1989 | Antoine Diano   |                      |         |
| mars 1983                                | 1983      | Yves Astier     |                      |         |
| mars 1977                                | mars 1983 | Joseph Boussard |                      |         |
| 1972                                     | mars 1977 | Odet Février    |                      |         |
| mars 1971                                | 1971      | Jean Prélat     |                      |         |
| 1966                                     | mars 1971 | Edme Moreau     |                      |         |
| 1960                                     | 1966      | André Legrand   |                      |         |
| avant 1949                               | ?         | M. Bobin        | PCF                  |         |
| Les données manquantes sont à compléter. |           |                 |                      |         |

## Démographie
L'évolution du nombre d'habitants est connue à travers les recensements de la population effectués dans la commune depuis 1793. Pour les communes de moins de 10 000 habitants, une enquête de recensement portant sur toute la population est réalisée tous les cinq ans, les populations de référence des années intermédiaires étant quant à elles estimées par interpolation ou extrapolation. Pour la commune, le premier recensement exhaustif entrant dans le cadre du nouveau dispositif a été réalisé en 2006.

En 2022, la commune comptait 317 habitants, en évolution de −2,46 % par rapport à 2016 (Côte-d'Or : +0,82 %, France hors Mayotte : +2,11 %).
| 1793 | 1800 | 1806 | 1821 | 1831 | 1836 | 1841 | 1846 | 1851 |
| ---- | ---- | ---- | ---- | ---- | ---- | ---- | ---- | ---- |
| 314  | 306  | 299  | 266  | 266  | 280  | 271  | 266  | 300  |

| 1856 | 1861 | 1866 | 1872 | 1876 | 1881 | 1886 | 1891 | 1896 |
| ---- | ---- | ---- | ---- | ---- | ---- | ---- | ---- | ---- |
| 282  | 274  | 276  | 269  | 228  | 206  | 186  | 195  | 202  |

| 1901 | 1906 | 1911 | 1921 | 1926 | 1931 | 1936 | 1946 | 1954 |
| ---- | ---- | ---- | ---- | ---- | ---- | ---- | ---- | ---- |
| 308  | 294  | 289  | 317  | 270  | 247  | 246  | 241  | 271  |

| 1962 | 1968 | 1975 | 1982 | 1990 | 1999 | 2006 | 2011 | 2016 |
| ---- | ---- | ---- | ---- | ---- | ---- | ---- | ---- | ---- |
| 275  | 292  | 343  | 328  | 348  | 340  | 341  | 334  | 325  |

| 2021 | 2022 | - | - | - | - | - | - | - |
| ---- | ---- | - | - | - | - | - | - | - |
| 319  | 317  | - | - | - | - | - | - | - |

## Lieux et monuments
- Ancien prieuré de Courtangy, lieu de naissance de saint Jean de Réôme.
- Église paroissiale Saint-Étienne.
- Colonne Garibaldi commémorant la bataille de Crépand du 8 janvier 1871 entre les troupes de Ricciotti Garibaldi et de la Prusse.
- Ex-bergerie expérimentale de Edme-Louis Daubenton.

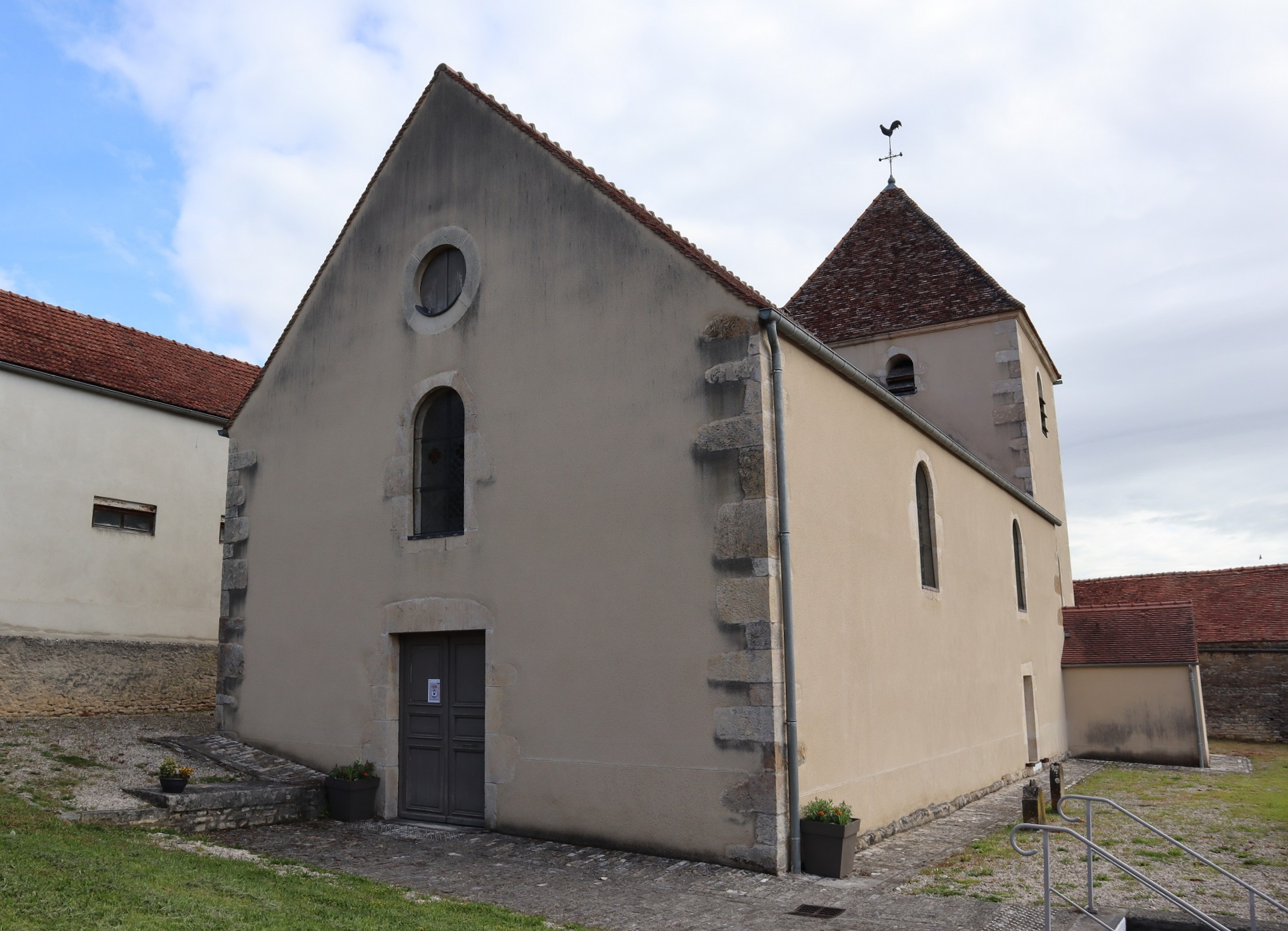
Église Saint-Étienne de Crépand.
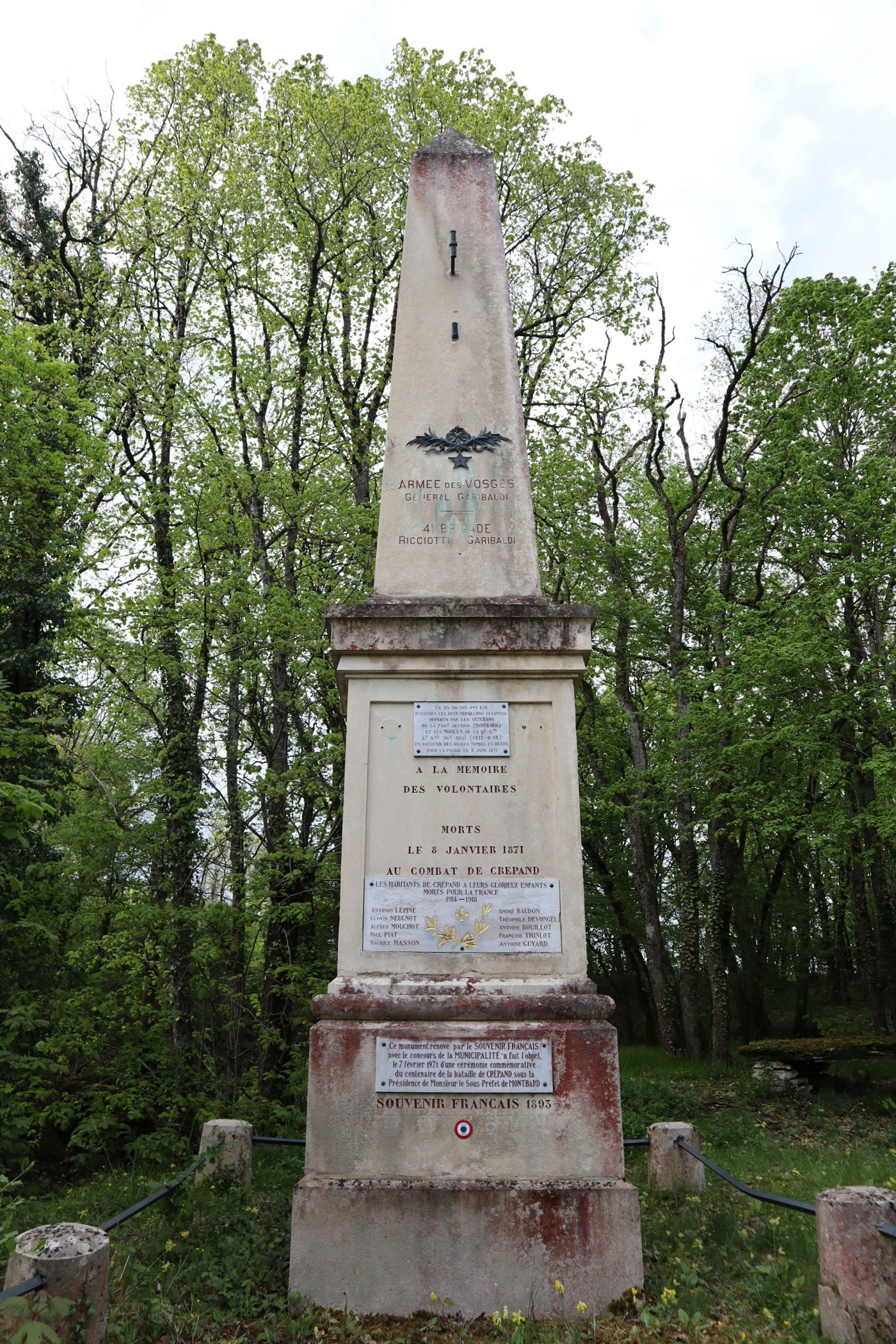
Colonne Garibaldi.

## Personnalités liées à la commune
- Saint Jean de Réôme né à Crépand au prieuré de Courtangy au Ve siècle.
- Ricciotti Garibaldi (1847-1924), fils de Giuseppe Garibaldi.
- Louis Jean-Marie Daubenton (1716-1799) : naturaliste, collaborateur de Buffon qui importa la race ovine Mérinos.